# Artist's Studio—Look Mickey
Artist's Studio—Look Mickey est une œuvre du peintre américain Roy Lichtenstein réalisé en 1973. Exécutée sur toile à la peinture à l'huile et au Magna, cette œuvre pop représente l'intérieur d'un atelier dans lequel est accrochée une autre peinture de l'artiste, son Look Mickey de 1961. Elle est conservée au Walker Art Center de Minneapolis, dans le Minnesota.